# Bisdom Essen
Het bisdom Essen (Duits: Bistum Essen; Latijn: Dioecesis Essendiensis) ligt in het westen van Duitsland, in de deelstaat Noordrijn-Westfalen, in de kerkprovincie Keulen.

## Geschiedenis
Het bisdom Essen werd 23 februari 1958 opgericht uit delen van de bisdommen Keulen, Paderborn en Münster. De zetel staat in de oude abdij van sticht Essen.

## Lijst van bisschoppen van Essen
- 18-11-1957 - 21-02-1991: Franz Hengsbach
- 18-12-1991 - 22-05-2002: Hubert Luthe
- 04-04-2003 - 19-12-2008: Felix Genn
- 28-10-2009 - heden: Franz-Josef Overbeck

Franz-Josef Overbeck is sinds 2011 tevens aalmoezenier van het Militair Ordinariaat